# Pierre Pellerin
Pour les articles homonymes, voir Pellerin.
Ne doit pas être confondu avec Pierre Pellerin (journaliste).
Pierre A. J.-C. Pellerin, né le 15 octobre 1923 à Strasbourg et mort le 3 mars 2013  à Paris 15e, est un médecin français expert en radioprotection.
Il a été professeur à la faculté de médecine Paris Descartes (1962-1992), dont il fut émérite à partir de 1993. Fondateur et directeur du Service central de protection contre les rayonnements ionisants (SCPRI), il a en outre été fondateur et directeur (de 1956 à 1992) du Centre international de référence pour la radioactivité de l'OMS (1967-1995).

## Carrière académique
La formation initiale de Pierre Pellerin est la médecine, il obtient en 1948 à la faculté de médecine de Paris le titre de docteur en médecine, spécialisé en électro-radiologie et en médecine du travail. Parallèlement à ses études de médecine, il étudie la biophysique : il est assistant de biophysique à la faculté de médecine de Paris de 1946 à 1952, puis chargé de cours de 1952 à 1954. Il obtient en 1948 sa Licence de biophysique, puis son agrégation en 1955. Pierre Pellerin a très tôt été reconnu par ses pairs pour les qualités de ses recherches en médecine. Il est maître de recherche dans une unité mixte de l'INSERM et du CEA de 1950 à 1956. Il est à partir de 1954 chargé de cours de biophysique et de médecine nucléaire à la faculté de médecine de Nancy, puis professeur agrégé dans cette même universite. De 1971 à 1992, il est titulaire de la chaire de biophysique et médecine nucléaire à l'université Paris-Descartes. Il est à partir de 1962 médecin-biologiste en médecine nucléaire des Hôpitaux de Paris.
Pierre Pellerin a obtenu très jeune de nombreux prix de la faculté de médecine de Paris (prix de thèse en 1948, prix Barbier en 1951) ou de l'Académie de médecine (prix Bergonié en 1949, prix Delherm en 1957). Il est en outre lauréat de l'Académie des sciences et a obtenu le prix du général Muteau en 1987.

## Commissions, missions, etc.
- En France :
  - Président du Comité national d'experts médicaux en cas de sinistre nucléaire de 1960 à 1993.
  - Membre du Conseil supérieur d'hygiène publique de France de 1962 à 1993.
    - de la Commission des installations nucléaires de base (CINB) de 1960 à 1993.
    - de la Commission interministérielle des radioéléments artificiels (CIREA) de 1960 à 1993.
    - du Conseil supérieur de sûreté nucléaire de 1962 à 1993.
    - du Conseil national de la métrologie (CNM) de 1961 à 1995.

  - Commissaire du Gouvernement à l'Assemblée nationale, au Sénat et au Conseil d'État pour tous les textes réglementaires relatifs à la protection contre les rayonnements et la radioactivité de 1964 à 1993.
  - Expert auprès des Tribunaux de 1962 à 1993.
  - Missions gouvernementales d'inspection des centres d'expérimentations de Reggane (Algérie) en 1960 et de Moruroa (Polynésie française) en 1978 et en 1982.

- Au niveau international :
  - Membre (1955-85) puis chef de la délégation française à l'UNSCEAR UNSCEAR de l'ONU de (1985 à 1994).
  - Membre de la Commission internationale de protection radiologique (CIPR III) de 1959 à 1998).
  - Expert et consultant de l'Organisation mondiale de la santé (OMS) de 1959 à sa mort.
  - Mission auprès du gouvernement de la république populaire de Chine (1984).
  - Expert et consultant des Fédérations de Croix-Rouge et Croissant-Rouge (depuis 1994): Missions en Biélorussie, Russie, Ukraine, Sibérie, mer de Barents, Kazakhstan.
  - Membre de la Commission franco-allemande de sûreté nucléaire de 1958 à 1994.
  - Membre du Comité scientifique et technique d'Euratom de 1983 à 1995.

## Accident nucléaire de Saint-Laurent-des-Eaux de 1980
En 1980, à la suite de l'accident nucléaire, alors que la centrale a déjà dépassé le niveau de rejets normalement autorisé, Pierre Pellerin, en tant que directeur du SCPRI, autorise des rejets radioactifs supplémentaires.
D'après Michel Eimer, ancien conseiller général de Loir-et-Cher, Pierre Pellerin dira aux élus locaux que cet accident n'était pas grave.

## Rôle lors de la catastrophe de Tchernobyl
Le 29 avril 1986, trois jours après la catastrophe de Tchernobyl et alors que la nouvelle vient tout juste d'arriver en France, Pierre Pellerin, en tant que directeur du Service central de protection contre les rayonnements ionisants (SCPRI) intervient au journal télévisé du soir et déclare : « ça ne menace personne actuellement, sauf, peut-être, dans le voisinage immédiat de l'usine, et encore c'est surtout dans l'usine que je pense que les Russes ont admis qu'il y avait des personnes lésées»,.
Ce même 29 avril, Antenne 2 pose l'image d'un STOP sur la carte de France de la météo  présentée par Brigitte Simonetta pour illustrer le fait qu'aucune contamination ne menacerait car l'anticyclone des Açores détournerait le nuage. Cette initiative ne doit rien à Pierre Pellerin.
Le 30 avril 1986, l'anticyclone n'a pas détourné le nuage et le réseau du SCPRI commence à détecter la contamination qui gagnera le lendemain l'ensemble du territoire. Après vérification, Pierre Pellerin rédige dans la nuit un communiqué de presse qui annonce qu'on observe une augmentation du niveau de radioactivité sur le sud-est, puis le lendemain un second communiqué pour l'ensemble du territoire français. Tous deux indiquent que ce niveau ne justifie pas de prendre des mesures de santé publique particulières.
Le 1er mai est jour férié en France et les communiqués ne sont diffusés par aucun média ce jour-là. Ils ne sont repris que le 2 mai par la presse dont le journal Libération.
Les jours suivants, l'historique des communiqués du SCPRI montre que ce service communique au jour le jour les informations dont il dispose quant à la contamination du territoire, en particulier des cartes, et sur ses éventuelles conséquences sanitaires, y compris quant aux pluies qui peuvent rendre les retombées plus denses. La conclusion est cependant à chaque fois que le niveau reste partout très inférieur aux seuils pouvant entraîner des conséquences pour la population.
Toutefois les journalistes sont insatisfaits de ne pouvoir communiquer directement avec le SCPRI et de n'avoir accès qu'à ses comptes rendus écrits. Ils s'étonnent que ces derniers soient aussi rassurants alors que l'inquiétude se répand dans d'autres pays européens, que des mesures drastiques y sont souvent prises.
Le 2 mai 1986 le journal Libération publie : « TCHERNOBYL : le choc du nuage, Pierre Pellerin, le directeur du service central de protection contre les radiations (SCPRI) a annoncé hier que l’augmentation de radioactivité était enregistrée sur l’ensemble du territoire, sans aucun danger pour la santé ».
Le 12 mai, le même journal publie un article déclarant que les pouvoirs publics français ont menti, que le nuage a bien survolé la France, et que le professeur Pellerin en aurait fait « l'aveu » deux semaines après la catastrophe,. La polémique lancée par cet article, et reprise par d'autres comme Le Canard enchaîné, conduit de nombreuses personnes à attribuer au professeur Pellerin le propos apocryphe selon lesquels le nuage de Tchernobyl se serait « arrêté à la frontière ». En 1999 au cours d'une émission télévisée, Noël Mamère attribue de nouveau de manière ironique ces propos au professeur Pellerin, qui gagnera en cassation, son procès en diffamation. Toutefois, M. Mamère formula un recours devant la Cour européenne des droits de l'homme qui fit condamner la France au sujet de la liberté d'expression.
Un rapport de 2005 de Paul Genty et Gilbert Mouthon critique le rôle du Pr Pellerin ; il s'inscrit dans l'instruction judiciaire entamée en mars 2001 par le juge d'instruction Marie-Odile Bertella-Geffroy, lancée par le dépôt de plainte contre X pour défaut de protection des populations contre les retombées radioactives de l'accident par l'Association française des malades de la thyroïde.

### Aspect judiciaire

#### Poursuites en diffamation
Pierre Pellerin a attaqué en diffamation plusieurs médias.
1) Contre Mmes Michèle Rivasi et Crie, et l'éditeur devant la chambre de presse du tribunal de grande instance de Paris. Le Tribunal se déclare incompétent : P. Pellerin étant fonctionnaire, sa plainte aurait dû être déposée au pénal. Les prévenus sont donc relaxés pour vice de forme.
2) Contre Noël Mamère et Antenne 2[réf. nécessaire] :
- 2000 : plainte au pénal (Chambre criminelle) en diffamation contre Noël Mamère et A2.
- 2001 : condamnation de Noël Mamère et de A2 en première instance. Ils font appel.
- 2002 : condamnation en cour d'appel de Noël Mamère et de A2. Ils se pourvoient en cassation.
- 2002 : rejet du pourvoi en Cour de cassation de Noël Mamère et de A2.
- 2003 : Noël Mamère saisit en 2003 la Cour européenne des droits de l'homme, en invoquant la violation du droit à la liberté d'expression, et obtient gain de cause en 2006.

3) Contre J.-M. Jacquemin et l'éditeur
- 2002 : plainte au pénal (chambre criminelle) en diffamation.
- 2003 : condamnation de Jacquemin et de l'éditeur en première instance. Ils font appel.
- 2004 - 18 mars : condamnation, en cour d'appel, de M. Jacquemin et de l'éditeur. M. Jacquemin se pourvoit en Cassation.
- 2004 - 22 septembre : rejet par la Cour de cassation du pourvoi Jacquemin contre l'arrêt du 18/03/04 de la cour d'appel. La condamnation de Jacquemin est définitive.

#### Plainte de la CRIIRAD
À la suite de la remise à la juge du rapport des experts judiciaires Genty et Mouthon, la CRIIRAD demande la mise en examen du Pr Pierre Pellerin, en sa qualité d'ancien directeur du SCPRI. D'après la CRIIRAD, des faits constitutifs du « délit de mise en danger délibérée et de diffusion de fausses nouvelles de nature à tromper les citoyens sur les conséquences de la catastrophe de Tchernobyl » sont établis.
Pierre Pellerin a toujours soutenu qu'il y avait eu une élévation générale de la radioactivité en France mais que le niveau de radiation restait acceptable par rapport aux conditions sanitaires requises pour la population, et ceci avec une très large marge de sécurité.
Le 31 mai 2006, Pierre Pellerin est mis en examen dans le cadre du dossier dit des « cancers de Tchernobyl » pour « infraction au code de la consommation » et placé sous statut de témoin assisté concernant les délits de « blessures involontaires et atteintes involontaires à l'intégrité de la personne ». Pierre Pellerin aurait désiré être mis en examen, car il « était dans l’ignorance de la teneur exacte des griefs formulés à son encontre. » 
Dans l'attente de la décision de la cour d'appel, la juge chargée de l'enquête depuis le début, Marie-Odile Bertella-Geffroy, en est dessaisie, « Les parties civiles regrettent que l'enquête ne puisse être menée à son terme, jugeant en outre qu'il manque peu d'éléments pour la clôturer ».
Malgré une lettre de protestation envoyée par L’Association française des malades de la thyroïde (AMFT), le procès se termine par le non-lieu requis par le parquet, le 7 septembre 2011.
Le 20 novembre 2012, un non-lieu est prononcé en sa faveur pour l'accusation de « tromperie et tromperie aggravée » par la Cour de cassation de Paris qui explique notamment « qu'aucune comparaison avec les décisions prises par les autres pays limitrophes de la France n'est pertinente en raison des différences de pluviométrie et de relief » et que « 25 ans plus tard la nécessité de telles mesures n'est toujours pas démontrée ».

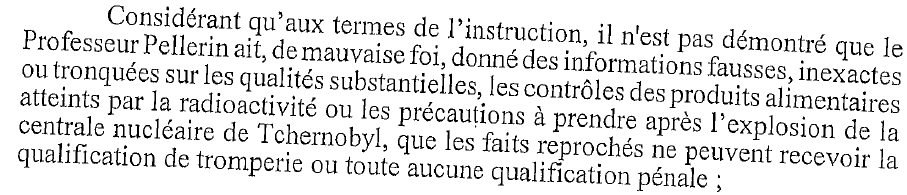
Extrait du procès verbal du procès du Professeur Pélerin